# Sankt Andreasberg
Sankt Andreasberg là một đô thị ở huyện Goslar, trong bang Niedersachsen, Đức. Đô thị này có diện tích 9,85 km². Đô thị này nằm ở Harz, cự ly khoảng 7 km về phía tây của Braunlage, và 20 km về phía đông của Osterode am Harz.